# Dixie Bibb Graves

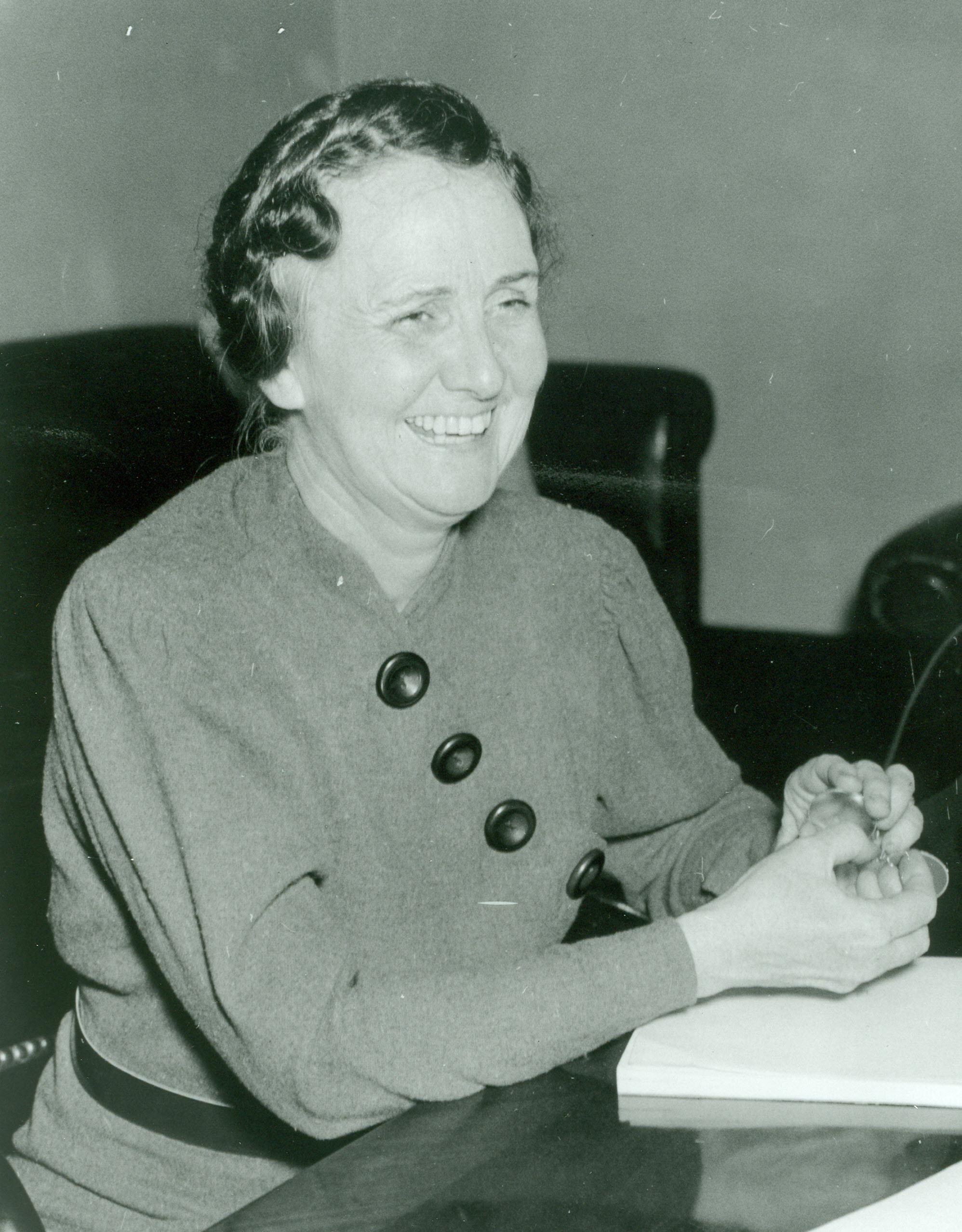
Dixie Bibb Graves

Dixie Bibb Graves, född 26 juli 1882 nära Montgomery, Alabama, död 21 januari 1965 i Montgomery, Alabama, var en amerikansk demokratisk politiker. Hon representerade delstaten Alabama i USA:s senat 1937-1938.

## Biografi
Dixie Bibb gifte sig år 1900 med kusinen Bibb Graves. Hon kom från en politisk släkt dit Alabamas två första guvernörer, William Wyatt Bibb och Thomas Bibb, hade ingått.
Dixie Bibb Graves var ordförande för United Daughters of the Confederacy 1915-1917. Hon var aktiv i rörelser för alkoholförbud och för kvinnlig rösträtt.
Maken Bibb Graves var guvernör 1927-1931 och 1935-1939. Alabamasenatorn Hugo Black avgick 1937 efter att ha blivit utnämnd till ledamot av USA:s högsta domstol. Dixie Bibb Graves utnämndes då av sin make till senator för den kvarvarande delen av mandatperioden. Hon lämnade senaten året efter varvid J. Lister Hill fyllnadsvaldes till senator.
Graves grav finns på Greenwood Cemetery i Montgomery.